# 10226 Seishika
10226 Seishika (1997 VK5) là một tiểu hành tinh vành đai chính được phát hiện ngày 8 tháng 11 năm 1997 bởi T. Kobayashi ở Oizumi.